# Gleichenella
Gleichenella, monotipski rod papratnica iz porodice Gleicheniaceae, dio reda Gleicheniales.
Jedina vrsta je G. pectinata iz tropske Amerike, na sjever sve do Meksika i Velikih Antila.

## Sinonimi
1. Acropterygium pectinatum (Willd.) Nakai
2. Acropterygium pectinatum var. sublineare (Christ) Nakai
3. Dicranopteris nitida (C.Presl) Nakai
4. Dicranopteris pectinata (Willd.) Underw.
5. Gleichenia brasiliana Spreng.
6. Gleichenia glaucescens Kunth
7. Gleichenia hermannii Hook. & Grev.
8. Gleichenia hookeri J.Sm.
9. Gleichenia linearis var. depauperata Christ
10. Gleichenia nitida C.Presl
11. Gleichenia pectinata (Willd.) C.Presl
12. Gleichenia pectinata var. sublinearis Christ
13. Mertensia brasiliana Desv.
14. Mertensia canescens Kaulf.
15. Mertensia dichotoma var. lherminieri Fée
16. Mertensia elata Desv.
17. Mertensia emarginata Raddi
18. Mertensia glaucescens Humb. & Bonpl. ex Willd.
19. Mertensia glaucescens var. cubense Fée
20. Mertensia glaucescens var. mexicanum Fée
21. Mertensia hermanii Hook. & Grev.
22. Mertensia hookeri J.Sm.
23. Mertensia nitida (C.Presl) C.Presl
24. Mertensia pectinata Willd.